# Еддісон (Алабама)
Еддісон (англ. Addison) — місто (англ. town) в США, в окрузі Вінстон штату Алабама. Населення — 659 осіб (2020).

## Географія
Еддісон розташований за координатами 34°12′10″ пн. ш. 87°10′40″ зх. д. / 34.20278° пн. ш. 87.17778° зх. д. (34.202689, -87.177901).  За даними Бюро перепису населення США в 2010 році місто мало площу 9,84 км², з яких 9,75 км² — суходіл та 0,08 км² — водойми.

### Клімат
| Клімат : Еддісон        | Клімат : Еддісон | Клімат : Еддісон | Клімат : Еддісон | Клімат : Еддісон | Клімат : Еддісон | Клімат : Еддісон | Клімат : Еддісон | Клімат : Еддісон | Клімат : Еддісон | Клімат : Еддісон | Клімат : Еддісон | Клімат : Еддісон | Клімат : Еддісон |
| Показник                | Січ.             | Лют.             | Бер.             | Квіт.            | Трав.            | Черв.            | Лип.             | Серп.            | Вер.             | Жовт.            | Лист.            | Груд.            | Рік              |
| Абсолютний максимум, °C | 23,9             | 24,4             | 28,3             | 31,7             | 33,3             | 40,0             | 39,4             | 38,3             | 35,6             | 30,6             | 28,9             | 24,4             | 40,0             |
| Середній максимум, °C   | 10,2             | 12,4             | 17,3             | 21,8             | 26,1             | 29,7             | 31,4             | 31,9             | 28,4             | 22,9             | 17,4             | 11,3             | 21,8             |
| Середня температура, °C | 4,3              | 6,5              | 10,8             | 15,3             | 19,9             | 23,8             | 25,8             | 25,7             | 22,1             | 15,9             | 10,8             | 5,7              | 15,6             |
| Середній мінімум, °C    | −1,7             | 0,5              | 4,4              | 8,8              | 13,6             | 17,9             | 20,1             | 19,5             | 15,7             | 8,9              | 4,3              | 0,1              | 9,4              |
| Абсолютний мінімум, °C  | −18,9            | −16,1            | −12,8            | −0,6             | 1,7              | 7,8              | 10,6             | 8,3              | 4,4              | −2,8             | −8,9             | −12,2            | −18,9            |
| Норма опадів, мм        | 128              | 134              | 133              | 121              | 139              | 123              | 123              | 95               | 108              | 96               | 128              | 150              | 1479             |
| Днів з опадами          | 8,8              | 9,2              | 9,4              | 8,1              | 8,3              | 10,6             | 9,4              | 7,6              | 6,7              | 6,1              | 8,3              | 8,8              | 101,3            |
| Днів зі снігом          | 0,3              | 0,0              | 0,0              | 0,0              | 0,0              | 0,0              | 0,0              | 0,0              | 0,0              | 0,0              | 0,0              | 0,0              | 0,3              |
| ----------------------- | ---------------- | ---------------- | ---------------- | ---------------- | ---------------- | ---------------- | ---------------- | ---------------- | ---------------- | ---------------- | ---------------- | ---------------- | ---------------- |
| Джерело: NOAA           |                  |                  |                  |                  |                  |                  |                  |                  |                  |                  |                  |                  |                  |

## Демографія
Згідно з переписом 2010 року, у місті мешкало 758 осіб у 321 домогосподарстві у складі 209 родин. Густота населення становила 77 осіб/км².  Було 351 помешкання (36/км²).
Расовий склад населення:
| - 99,1 % — білих - 0,1 % — чорних або афроамериканців - 0,1 % — азіатів |

До двох чи більше рас належало 0,7 %. Частка іспаномовних становила 0,4 % від усіх жителів.
За віковим діапазоном населення розподілялося таким чином: 24,9 % — особи молодші 18 років, 56,2 % — особи у віці 18—64 років, 18,9 % — особи у віці 65 років та старші. Медіана віку мешканця становила 39,9 року. На 100 осіб жіночої статі у місті припадало 92,9 чоловіків;  на 100 жінок у віці від 18 років та старших — 87,8 чоловіків також старших 18 років.
Середній дохід на одне домашнє господарство  становив 44 483 долари США (медіана — 37 083), а середній дохід на одну сім'ю — 49 178 доларів (медіана — 40 625). За межею бідності перебувало 30,7 % осіб, у тому числі 48,3 % дітей у віці до 18 років та 13,3 % осіб у віці 65 років та старших.
Цивільне працевлаштоване населення становило 226 осіб. Основні галузі зайнятості: освіта, охорона здоров'я та соціальна допомога — 26,5 %, виробництво — 20,8 %, роздрібна торгівля — 12,4 %, транспорт — 11,5 %.

## Транспорт
Місто обслуговує муніципальний аеропорт Еддісон.